# 乱闘
乱闘（らんとう）は、明確な敵対意識を持った人間の集団同士が、正対した形ではなく入り乱れた様相を呈しながら戦うことを指す言葉である。
乱闘は、もっぱらあまり組織化されていない集団同士による、激情的な敵対意識の結果であることが多い。戦闘の意図および方針が明確な場合には、乱闘になることは稀である。

## 軍事
中世以前の戦争においては、戦闘集団が必ずしも十分に組織化されておらず、また武器も刀剣が主であったため、敵味方の集団が入り乱れた状態で個別の切り合いが起きるなど、乱闘的な戦闘行動がしばしば起きたと考えられている。
一方、近世以降は世界各地で組織化された軍隊が登場し、また離れた場所から相手を殺傷できる銃砲が戦争の主流となったため、乱闘は白兵戦などの偶発的なものにとどまるようになった。

## 私闘
国家レベルではない集団同士の抗争においては、現代においても素手、もしくは刀剣が用いられることが多く、乱闘の形態となることがしばしばある。ただし、特に先進国においては警察力の増大や教育の浸透により、こうした抗争自体が表立った形では発生しにくくなっている。

## スポーツ
現代において、公の形で乱闘が見られるものがスポーツ分野である。スポーツは身体および知識を競うゲームではあるが、特に身体接触の激しいスポーツでは痛みや恐怖を伴うため、必然的に試合の相手に対する激情を生み出しやすい性質を持つ。ただし競技規則の範疇であれば、たとえ対戦相手同士が入り乱れた状態になっていたとしても乱闘とは呼ばない。スポーツで一般に乱闘と呼ばれるものは、規則外の行動によるものであるため、乱闘を引き起こした当事者が処分されたりすることも多い。

### 野球

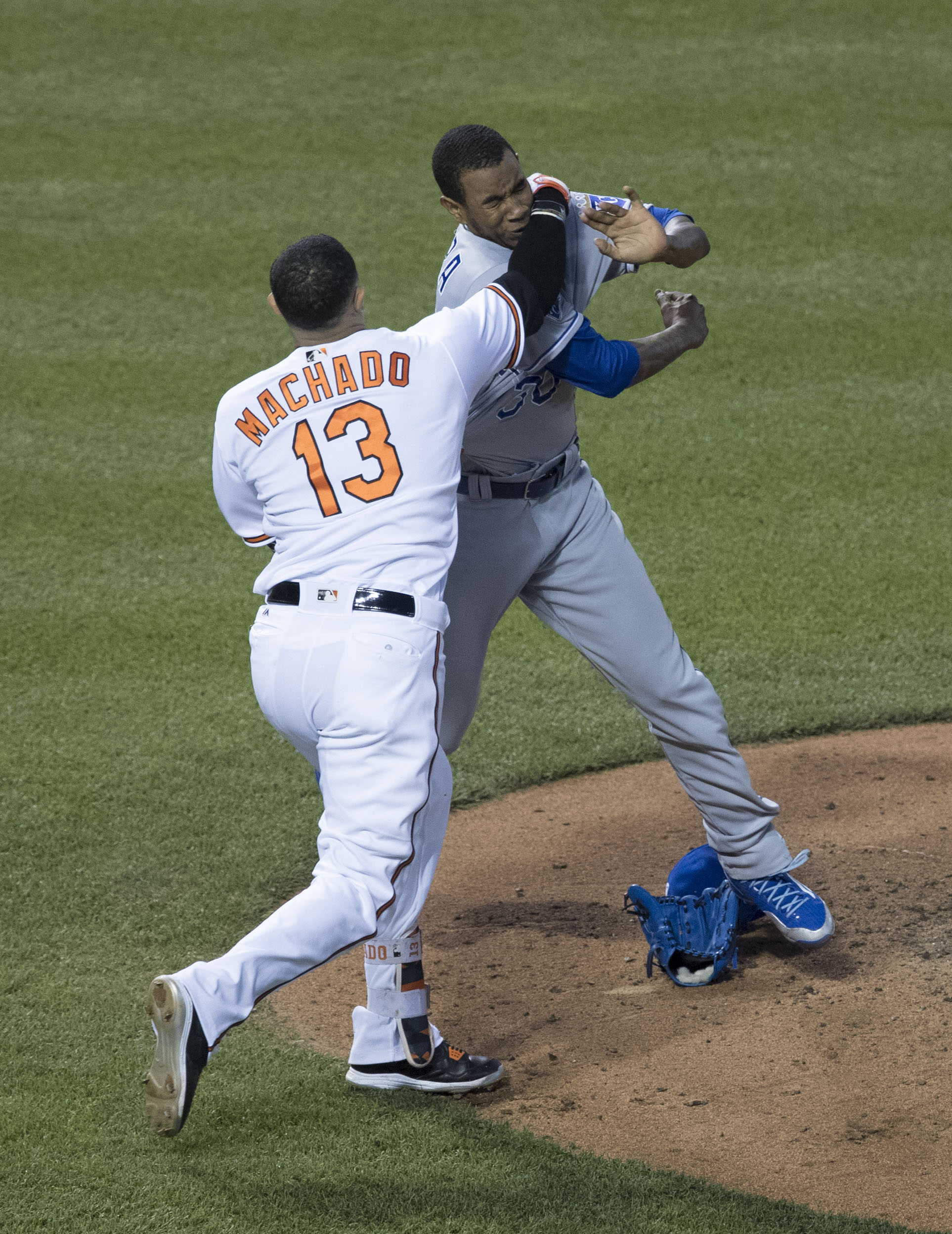
乱闘の様子(2016年6月7日、ボルチモア・オリオールズ対カンザスシティ・ロイヤルズ戦で発生したマニー・マチャドとヨーダノ・ベンチュラの乱闘)

野球においては、投手が投げた死球もしくは危険球に対して打者が痛みや危険を感じた結果として、打者が投手に向かって激情を伴った示威行動に出ることがある。この際、打者のチームメイトは加勢または防御、投手のチームメイトは防御を主な目的として行動に加わることで乱闘状態になる。同様に、クロスプレイから乱闘が発生することがある。なお、審判（特に球審）の判定に選手や監督などが激昂した場合など、上記のいずれにも当てはまらないその他の理由から乱闘が生じるケースもある。その為、審判員が時として乱闘の標的になるケースもままある。
ただし、乱闘に参加する選手はバットやボールなどの「凶器」は使ってはいけない等の不文律がある。また、非常に激昂した当事者を除き、殴る蹴るなどの直接的な暴力行為を行うことは極めて稀で、睨み合いもしくは素手でのつかみ合い、平手で小突き合い程度に留まることが大半であるが、榎本喜八が乱闘中に相手チームの選手にバットで殴られて負傷した事件（後述）や1989年9月23日の西武対ロッテ戦（西武球場）で西武の清原和博が死球に激怒してロッテの平沼定晴投手にバットを投げつけ、これに激怒した平沼が応戦したところにヒップアタックをした事件がある。また巨人のバルビーノ・ガルベス投手も判定に不満を示して退場となった時に、当たりはしなかったが審判に向かってボールを投げつけ当該審判員も激怒して一触即発状態になり、問題になった。
しかし乱闘の結果、殴られたり突き飛ばされた選手が負傷したり、殴った選手が指や手を骨折して選手生命を縮めるケースもあり、平成終期以降はこれらのリスクに加え、乱闘の原因となる死球数の減少、国際試合や交流戦、シーズンオフ中の合同自主トレーニング等による他球団選手同士の交流が増えたため、乱闘の数は少なくなっている。今浪隆博も通信手段の発達や携帯電話の普及によって他球団の選手との交流が増えたこと、暴力が忌避される時代となったことを乱闘が減少した要因として挙げている(2022年時点)。
2023年5月20日のDeNA対ヤクルト戦で、6回に牧秀悟、7回に佐野恵太、宮崎敏郎と主力3選手が死球を受け、宮崎が死球を受けた際には両軍のベンチから選手が飛び出す事態に発展し、一触即発の乱闘騒動が起きた。だがその際に里崎智也は「最近の乱闘とか乱闘もどき。誰も本気じゃないじゃん」「『ウェーイ』って言って終わる」とそもそも乱闘と呼べるほどの騒ぎではなかったと感想を述べた。この里崎の発言は、乱闘の歴史の変遷を物語る1つの例と言える。
以下のように、プロ野球では乱闘がきっかけとなり選手が重傷を負った例もある。
- 1968年7月21日の東京対近鉄戦では、東京の榎本喜八と近鉄の安井智規の一塁ベース付近での口論をきっかけに乱闘が起き、榎本は乱闘の最中に近鉄の荒川俊三にバットで右肩を殴られて負傷退場、荒川が書類送検された。近鉄の阿南準郎もスタンドから投げ込まれたサントリー角瓶を額に受けて倒れ、そのまま退場した。
- 1968年9月18日の阪神対巨人戦では、巨人の王貞治に対する阪神のジーン・バッキー投手の投球を発端とした乱闘が起こり、巨人の荒川博コーチを殴ったバッキーが右拳を骨折。この怪我がもとでバッキーは投手生命を断たれ、翌年限りで日本を去った。（引退は怪我が直接の原因ではなく近鉄へ移籍後に腰を傷めたこと。）
- 1994年5月11日のヤクルト対巨人戦（明治神宮野球場）では、巨人のダン・グラッデンに対するヤクルトの西村龍次投手の内角球が原因で乱闘が発生。グラッデンと中西親志捕手との殴り合いで中西は顔面を骨折した上、巨人の選手たちに背中を数十回蹴られて大怪我を負った。この試合でグラッデンも右の親指と左の小指を骨折し、以降は精彩を欠き同年限りで引退した。
- 1994年6月22日の中日ドラゴンズ対横浜ベイスターズ（ナゴヤ球場）では、横浜のグレン・ブラッグスが死球を与えた中日の与田剛投手に暴力を振るい、与田も頸部と右肩関節の挫傷など全治2週間の負傷を負った。
- 2003年5月21日の大阪近鉄対西武戦（大阪ドーム）では、近鉄の中村紀洋に死球を与えた西武の青木勇人投手に一塁走者のタフィ・ローズが激怒。ローズに突き飛ばされた青木がむち打ち症になった。
- 2008年9月24日の埼玉西武対千葉ロッテ戦（西武ドーム）では、4回表だけで死球が3つ出る荒れた試合となった。西武の許銘傑投手から死球を受けたロッテのベニー・アグバヤニが止めに入った細川亨捕手を首投げし、左肩を亜脱臼した細川も負傷交代した。

なお、日本においてはタフィ・ローズが通算退場14回という日本プロ野球記録を持っている。
審判への一方的暴力行為であるため乱闘とは異なるが、審判が絡んだ件としては以下の事件が有名である。
- 1980年7月5日の南海ホークス対阪急ブレーブス戦では、南海の広瀬叔功監督が寺本勇球審への暴力で退場処分となり、その際寺本の首をつかまえて、広瀬と共にもみ合った片平晋作も退場処分となった。片平の退場が守備に就いた後で宣告されたため、これに怒った新山彰忠コーチも寺本に暴行をふるって退場となった。1試合で同一チームから3人の退場者が出たのはNPB史上初。広瀬、片平、新山コーチの3人にはそれぞれ制裁金10万円が科された。
- 1982年8月31日の横浜大洋ホエールズ対阪神タイガース戦では、岡田功審判に暴行を加えた柴田猛、島野育夫両コーチが同様に無期限出場停止処分（柴田、島野両コーチは処分解除後各球団のコーチを歴任している。）と罰金10万円が科された上、スポーツの試合中の出来事としては異例と言える刑事事件（略式手続）へ発展した（横浜スタジアム審判集団暴行事件）。
- 1990年6月23日の西武対ロッテ戦（西武球場）では、ロッテの金田正一監督が高木敏昭審判への暴行で退場となった。高木審判はこれに憤慨して審判を退職、金田監督も連盟から罰金100万円と出場停止30日という処分を科された。
- 1997年6月5日の中日対横浜戦（長良川球場）において、6回裏に中日の大豊泰昭が打席に立った場面で西清孝の投じた2球目外角低めの際どい球をストライク判定された事に大豊が、当時野球交流目的でMLBから派遣されていた球審のマイク・ディミュロに抗議。3球目に明らかなボール球をストライク判定（当時のメジャーでは球審に意見した場合報復としてストライク判定とされる事があった）とされた事に激怒し詰め寄り、ディミュロは大豊に退場を宣告するも、直後に激昂した中日の監督だった星野仙一をはじめコーチ数名がディミュロを取り囲む事態に発展し、ディミュロは翌日セ・リーグ事務局に辞表を提出する事態となった（マイク・ディミュロを参照）[3]。
- 2000年5月6日の中日対横浜戦（ナゴヤドーム）では、中日の立浪和義が橘髙淳球審の判定に不服を唱えて橘髙球審の胸を突いて退場となった後、星野仙一監督がベンチから飛び出てきて橘髙球審の胸倉をつかんで退場になり、その際に中日選手もベンチから飛び出して押し問答となり、無関係の大西崇之が後ろから橘髙球審の脇腹を殴って肋骨を骨折させた。1試合で3人が退場になったのはNPBでは2度目でセ・リーグでは初めて。大西には出場停止10日間と罰金20万円[4]、星野監督には出場停止5日間と罰金50万円、立浪には出場停止5日間と罰金20万円が科され、さらに立浪、星野監督、大西は後日、一般人からの刑事告発によって書類送検された（3人とも起訴猶予）。

メジャーリーグベースボール(MLB)では審判に対する敬意が払われているため、選手や監督などに直接抗議されることはあったとしても殺気立つ監督やコーチに取り囲まれるような事態はまずあり得ず、まして故意の暴力行為は論外であり、しばしばその違いが物議を醸すこともある。2000年6月7日の巨人対阪神（東京ドーム）で、巨人のダレル・メイ投手が阪神の和田豊に危険な球を投げ、退場にはならなかったものの翌日に「出場停止10日・罰金50万円」を受けた際、メイは不満を述べた。
MLBでは、乱闘の中心となった選手だけではなく暴力行為を行った選手全員に数試合の出場停止処分が与えられる。過去最多の退場者を出した乱闘は1984年のアトランタ・ブレーブス対サンディエゴ・パドレス戦で、両軍合わせて16人の退場者を出した。
一方で、教育的見地を重視する学生野球（特に日本の高校野球や大学野球など。前者においては少年犯罪に発展する場合がある）においては、乱闘を起こすことで競技会からの排除や長期の出場禁止、高校野球の本戦では没収試合処分など致命的な処罰に繋がるため、ほとんど発生しない（著名な例として1997年10月15日の東京六大学リーグ戦の明治大学と立教大学との間で発生したことがある）。

### フットボール系競技
サッカー、ラグビー等のフットボール系競技は、競技時間を通して激しい身体接触が続くなど、乱闘を引き起こす要因は多い。こうした状況で乱闘を防止するため、報復行為及び乱闘を起こした選手は即時退場処分となり、交代選手を出すこともできず、さらに数試合（あるいは数ヶ月）以上の出場停止といった罰則が与えられることが一般的。
長期間にわたる出場停止によっては選手の存在意義を失わせかねないため、乱闘が起きることは稀である。また選手の欠場はチームにも重大な影響を与えるため、チームメイトは乱闘への加担より抑制や防御といった行動をとることが多い。その一例として、フランスW杯でイングランド代表のデビッド・ベッカムが、対アルゼンチン戦でディエゴ・シメオネから受けたラフプレーに激怒、報復行為を行ったとして即時退場となり、母国メディアから「10人の勇敢なライオンと1人の愚か者」と扱き下ろされるなど、戦犯扱いを受けた。
むしろ、特にプロサッカーなどにおいては特定チームを支持するファン（サポーター）の思い入れが強く、しばしばサポーター同士が競技場内外で乱闘を引き起こすことがある。この熱狂した群集は「フーリガン」と呼ばれる。これは上述の私闘の一種であるという見方もある。

### アイスホッケー

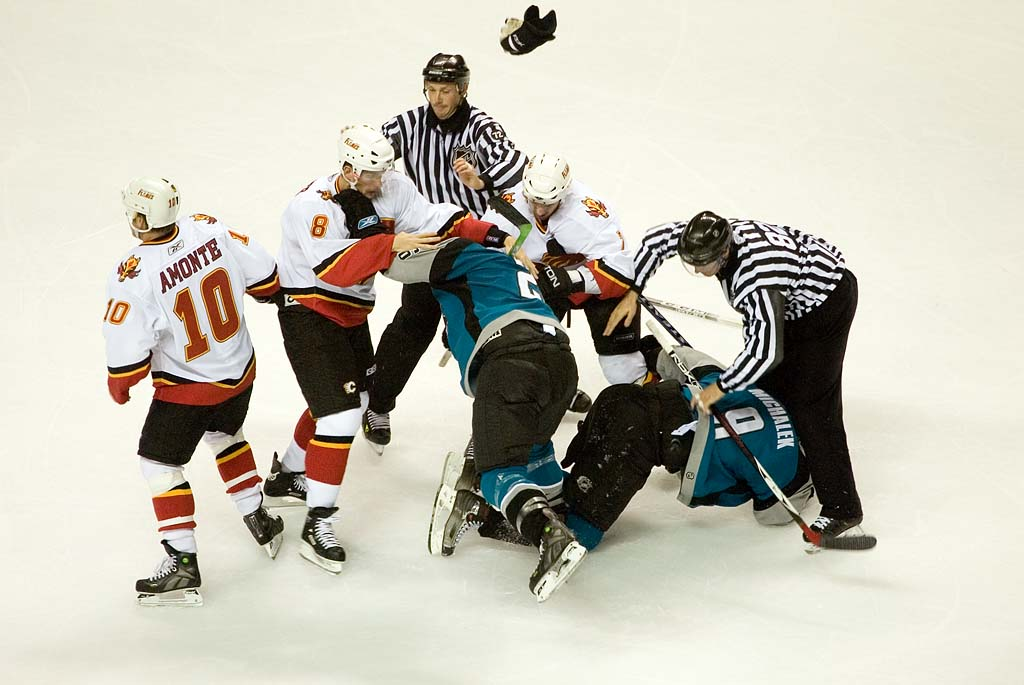
乱闘するアイスホッケーの選手（スティーブ・ベルニエとブラッド・フェレンス）、割って入る審判員

アイスホッケーでも乱闘がしばしば見られる。乱闘その他粗暴な行為はルール上認められておらず、ペナルティの対象となる。
それにもかかわらず、特にプロリーグなどにおいては、1対1の殴り合いが起こった場合、審判や他の選手は暫くの間これを放置することが通常である。ある程度殴りあったあと、審判が相互の選手に対し5分間のメジャーペナルティ（ペナルティボックス入り）を科すことが多い。この殴り合いにはお互い道具などを使わず、素手で行うといった半ば暗黙のルールがある。ゲーム観戦者の中にはこの1対1の殴り合いをフェアな戦いと喜ぶ者もいれば、暴力に眉をひそめる者もいる。
複数の選手が入り乱れる乱闘になりそうな気配を察知した審判は未然にこれを防止しようと努めるのが一般的である。乱闘は氷上にいる選手のみで行われるのが通常で、ベンチにいた選手が乱闘に加わるとその選手には複数試合の出場停止など重大なペナルティが科されるほか、チームに対し罰金などの処分が科される場合もある。実例としてアジアリーグアイスホッケーの日光神戸アイスバックス対長春富奥の試合において、長春の選手が激高し乱闘になったが日光神戸の選手は滞氷中選手6名のみが乱闘参加に対し、長春はベンチから全ての選手が乱闘に参加してしまい、マッチペナルティを科せられ、それへも抗議したため没収試合（日光神戸の勝ち、スコアは0-0）にもなっている。

### バスケットボール
バスケットボールにおいても接触が多く、故意に危険なファウルを行う場合がある為、乱闘はそれなりに多い。NBAスター選手の大半は過去に1度は乱闘を経験していると言っても過言ではない。乱闘が起こった場合、当事者に対して何らかのペナルティの対象となる。
加えて、控え選手及びコーチは試合中ベンチから離れる事も禁止されており、乱闘に加わるためにコートへ入り退場となる事もある。過去に2000年のJBLプレーオフの三菱電機-トヨタ自動車戦において発生した乱闘事件で、三菱の控え選手全員がベンチを離れ乱闘の当事者ともども退場処分となり、没収試合にされた事例がある。
2004年11月19日のザ・パレス・オブ・オーバーンヒルズでのペイサーズ-ピストンズ戦でロン・アーテストのベン・ウォーレスに対するファウルを発端としてファンを巻き込んだ乱闘はプロスポーツ史上最悪とも言われた（パレスの騒乱）。試合は1分を残して打ち切られ、NBAはアーテストに対してシーズン残り73試合の出場停止を始めとする処分が下された。
Bリーグにおいては、千葉ジェッツ対アルバルク東京戦でアルバルク選手による挑発がきっかけで乱闘が発生、ベンチから止めに入った千葉の選手も含め退場処分となっている。その中には怪我のためベンチ登録のみ行っていて、試合に出場は出来ない状態であった選手2名もベンチから離れたということで処分を受けている。

### 格闘技
格闘技はおおむね個人の対戦であるため、入り乱れるという状況になることが起こりえない。ただし、プロレスにおけるタッグマッチなどにおいて、乱闘状態となることがある。リングから降りた場所での攻防が起きることがあり、これを一般に場外乱闘と呼ぶ。場外乱闘は激情を原因とすることもあるが、一方で興行的な作為（アングル）によって引き起こされることもある。試合決着後もどちらか、あるいは双方が攻撃を続けて乱闘になるケースも日常茶飯事的に見られる。また、昭和期のプロレスのリーグ戦・トーナメントでは、開会セレモニーがそのまま乱闘になだれ込むのがお約束で、倉持隆夫などの実況アナウンサーの「セレモニーは完全に破壊されました!」という声は非常になじみ深いものであった。1999年1月4日に行われた新日本プロレス東京ドーム大会での橋本真也対小川直也戦における乱闘は危険な試合内容に激怒したセコンド陣営、選手により大乱闘に発展、暴行により重傷者を出すに至り試合自体と共に日本プロレス史に残る事件となった。詳細はジェラルド・ゴルドー、村上和成の項目を参照。
例外的なものとして、プロレスのバトルロイヤルは乱闘そのものを試合形式として提供するものといえる。
世界中の格闘技の中でも公明正大、厳格な運営で知られる日本ボクシングコミッション管轄下のプロボクシング公式試合でもフライ級日本タイトルマッチの判定をめぐり乱闘になった事もあった（大串事件）。また、既に事実上永久追放されている亀田史郎も度々事件を起こしている。

## 議会
議会においては話し合いによって意思決定が行われるのが建前であるが、対立関係にある個人あるいは政党の間で議論が白熱した場合、あるいは少数政党に不利な形での採決が強行されるような場合などで、乱闘に発展することがしばしばある。
20世紀終盤から21世紀初頭においても、ロシア・日本・韓国・台湾・インド・ウクライナなどの国会において、もみ合いや物の投げ合いなどといった乱闘行為が起こることがある。特に韓国国会と台湾議会の激しい乱闘は、通信社を通じて世界的に配信されることが多く、広く知られている。（台湾議会の乱闘に対して、1995年にイグノーベル平和賞が授与された）

### 日本の事例

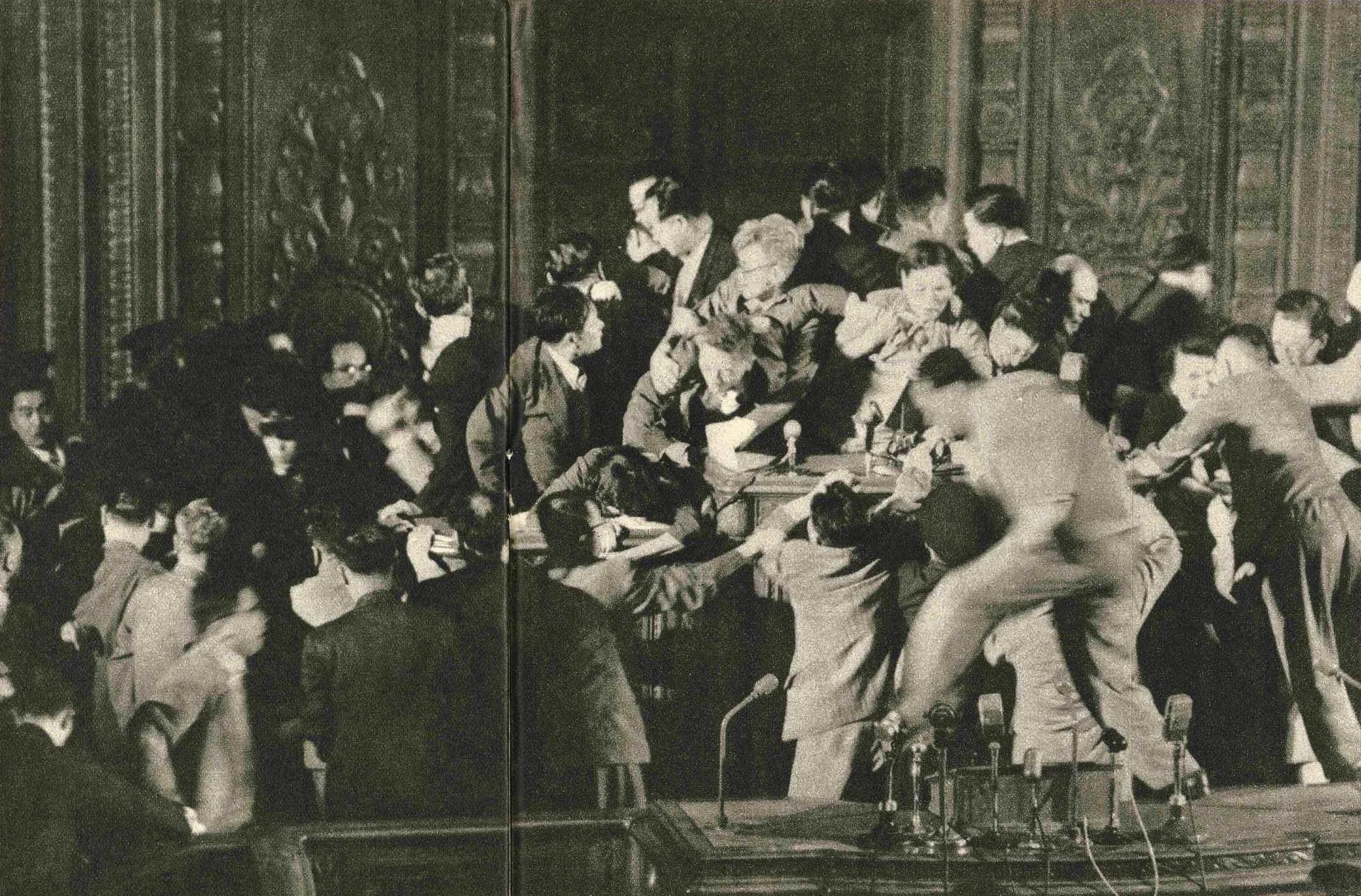
警察法改正審議に伴う乱闘国会（1954年6月3日、衆議院）

日本の国会においては、特に強行採決で以下のような乱闘が付随することが多い。まず多数党側が審議打ち切りおよび採決発議を叫ぶと、それを合図とするかのように少数党側の議員が議長席あるいは委員長席に押し寄せ暴力により採決を阻止しようする。一方、多数党側の議員はそれを暴力で阻止するために同様に押し寄せ、乱闘の様相を呈する（衛視も委員長護衛に加わる）。ただし、“乱闘”とは言っても、可決宣言を食い止め無効化するのが目的なため、相手にケガを負わせるようなことはまずない。また少数党側の行動が直接的に成果を収めることもほとんどなく、多数党の動議が通り議案が可決されることになる（委員長は混乱と無関係に「議案に賛成の諸君の起立を求めます。……起立多数、よって本案は原案通り可決されました」と棒読みして終わる）。このような与野党間の乱闘に対しては刑事告訴がなされたこともない。そのためこの種の「乱闘」を与野党の水面下の合意のもとのパフォーマンスと見る向きもある。
乱闘の中心となった議員に対して、懲罰動議が出されるなど、乱闘が国会運営の駆け引きに使われる面もある。

乱闘に参加できるのは衆参それぞれの院自身に属する議員および衛視執行の任につく衛視に限るという不文律があり、別の院の議員や議員秘書などが加わると問題化される。また議長は機動隊など警察官を衛視と同様の任につかせる法的権限を有するが、警察官を乱闘の場に導入すると同様に批判される。
通常乱闘は議場で繰り広げられるものだが、野党議員らが本会議での議案の採決を阻止しようとする目的で、議長が議場に入場するのを実力で阻止しようとし、それに対し与党議員が議長を入場させようとして乱闘になるなど、議場外で発生するケースもある。

こうした乱闘が繰り広げられた国会は一般に乱闘国会などと揶揄されるが、特に1954年（昭和29年）の警察法改正に関わる衆議院本会議が、乱闘国会として歴史に名を残している。またこの時期に乱闘が多発したため、巻き込まれる国会職員に対して国会特別手当が支給されるようになり、これは俗に乱闘手当と呼ばれた。政府予算削減の流れと乱闘の減少に伴い、この手当は時代遅れと判断され、2005年度に順次廃止が決定した。

### 韓国の事例
大韓民国の国会では審議をめぐり乱闘劇が繰り広げられることが多く、欧米では嘲笑の的として有名になっている。一部では、韓国がG7サミットの正式参加国に加われない理由の一つとして国会での乱闘をはじめとする民度の低さが挙がることもある。第17期大統領李明博は、このような現状を憂慮して「ハンマーやチェーンソーなどを国会に持ち込んだ姿を見た世界各国の首脳が何と言うだろうか」と、議員らに苦言を述べている。
この事態を受け、2012年5月に今まで国会議長による職権上程での多数与党の一方的な強行処理とこれを阻止するための暴力を防ぐ目的で国会法が改正され、「国会先進」のための法と命名された。
「国会先進法」では「与野党間で意見の食い違いがある法案を本会議に上程する場合、在籍議員5分の3以上が賛成しなければならない」と規定された。
この法改正の影響で、2014年7月国会では法案処理に至った案件が無く、また続く9月国会では90本あまりの法案を成立させる事態となった。

### 台湾の事例
中華民国（台湾）の立法院においてもまた、立法委員（議員）同士の乱闘騒ぎは日常茶飯事化しており、しばしばテレビやインターネットで報道される。過去にはイグ・ノーベル賞が贈りつけられたこともあるなど、韓国と同様に外国マスコミの嘲笑を受けることも多い。